# Kungsmässan
Kungsmässan är ett köpcentrum som ligger i centrala Kungsbacka och har cirka 3 hektar parkeringsytor.  Kungsmässan har cirka 100 butiker, caféer och restauranger. Kungsmässan har cirka 5 miljoner besökare årligen och omsätter totalt cirka 1,5 miljarder kronor. Kungsmässan blev vald till bästa Citygalleria i Sverige 2016, 2017, 2018, 2019 och 2021, enligt Evimetrix undersökning "Svenskarnas favoritcentrum".

## Historia
Från 1950-talet fram till 1966 var byggnaden en textilfabrik ägd av P. Em. Lithander & Co AB, men Kungsmässan har renoverats och byggts ut ett antal gånger under åren. Textilfabriken var alltså betydligt mindre än de nuvarande lokalerna.
Namnet Kungsmässan härstammar från åren 1966–1972 då lokalerna användes som båtmässa. Eftersom båtmässan låg i Kungsbacka fick den, logiskt nog, namnet Kungsmässan.
1973 öppnades Kungsmässan som ett varuhus med 25 butiker och byggdes 1984 ut för att rymma 50 butiker. År 2000 genomgick köpcentret en stor utbyggnad och renovering som gav Kungsmässan 80 butiker. I november 2021 uppgick antalet butiker, kaféer och restauranger till cirka 100.

### Skottlossning
En person sköts inne på Kungsmässan cirka klockan 15 på eftermiddagen den 6 oktober, 2024. Sex till tio skott avlossades och panik uppstod.